# 福岡県道475号室木直方線
福岡県道475号室木直方線（ふくおかけんどう475ごう むろきのおがたせん）は、福岡県鞍手郡鞍手町から直方市に至る一般県道である。

## 概要
鞍手郡鞍手町大字室木から直方市大字下新入に至る。
全区間片側1車線で山陽新幹線と並行。主に直方市北部と宮若市・福岡市方面との短絡路として利用されている。

### 路線データ
- 起点：福岡県鞍手郡鞍手町大字室木（長山交差点、福岡県道55号宮田遠賀線交点）
- 終点：福岡県直方市大字下新入（神崎交差点、福岡県道472号直方鞍手線交点）

## 路線状況

### 道路施設

#### 橋梁
- 神崎橋（神崎川、直方市）

## 地理

### 通過する自治体
- 鞍手郡鞍手町
- 直方市

### 交差する道路
| 交差する道路            | 市町村名 | 市町村名 | 交差する場所 | 交差する場所      |
| ----------------------- | -------- | -------- | ------------ | ----------------- |
| 福岡県道55号宮田遠賀線  | 鞍手郡   | 鞍手町   | 大字室木     | 長山交差点 / 起点 |
| 福岡県道472号直方鞍手線 | 直方市   | 直方市   | 大字下新入   | 神崎交差点 / 終点 |

### 沿線
- 鞍手町立室木小学校（起点付近）